# 凱西·惠特沃思
凱西·惠特沃思（英語：Kathy Whitworth，1939年9月27日—2022年12月24日），美國女子職業高爾夫球運動員，曾經88次於LPGA巡迴賽中奪冠，是勝出次數最多的選手。她亦都在LPGA中得過93次亞軍。1981年，她成為首位累積獎金達1百萬美元的女子高爾夫球員。她在1975年獲邀加入世界高爾夫名人堂。

## 外部連結
- 凱西·惠特沃思在LPGA（英语）
- 凱西·惠特沃思在World Golf Hall of Fame（英语）
- 凱西·惠特沃思在New Mexico Sports Hall of Fame（英语）